# Gong Qianyun
Gong Qianyun, kinesiska龚倩云, född den 11 mars 1985  i Lechang, i Guangdong-provinsen i sydligaste Kina, är en singaporiansk-kinesisk schackspelare och stormästare för damer (WGM).

## Schackkarriär
Gong blev fyra i det Kinesiska mästerskapet i schack för damer 2001, blott 16 år gammal. Kinesisk mästarinna blev Wang Lei för fjärde gången.
Nationell mästarinna blev hon för första gången 2012 efter att ha bytt medborgarskap. Gong erövrade titel Singaporiansk mästarinna genom att vinna det Singaporianska mästerskapet i schack för damer. Hon vann turneringen med 9,5/10 poäng, dvs. med 9 vinster, en remi och ingen förlust. Gong har sedan blivit Singaporiansk mästarinna även 2015, 2016, 2017 och 2018.
Gong Qianyun spelade vid fjärdebord i det kinesiska damlag, som deltog som enda damlag vid herrarnas Världsmästerskap i schack för nationslag i Israel 2005. Det slutade med förlust för Gong i alla tre partierna.
2014 vann Gong Qianyun Universitetsmästerskapet i schack för damer i Nigeria med partipoängen 7/9 eller 77,8 vinstprocent. Det bidrog också till att Kina erövrade lagguldet, både totalt och för damlag. 2014 bytte hon också medborgarskap och började representera Singapore. I sin första tävling med det nya medborgarskapet deltog hon i Singapores lag i den öppna tävlingsklassen av Schackolympiaden 2014. Gong spelade vid bord 3 och fick på sina 10 partier ihop 5 vinster, 2 remier och 3 förluster, eller 60,0 vinstprocent. Det gav henne norm till titeln Stormästarinna i schack (WGM), en 56:e plats individuellt och laget en 57:e plats.
I juni 2018 erövrade Gong sin tredje norm till stormästartiteln och utnämndes till Stormästarinna i schack (WGM).
I december 2018 delade Gong förstaplatsen i Asiatiska mästerskapet i schack för damer i Filippinerna med den indiska stormästaren (WGM och IM) Padmini Rout med 7/9, eller 77,8 vinstprocent. Hon tilldelades silver eftersom hon förlorat det inbördes mötet.
I klubbspel tävlar Gong Qianyun alltjämt för den kinesiska klubben Qingdao Yucai i CCL (China Chess League).